# Moineau du Kordofan
Espèce
Statut de conservation UICN

 LC LC : Préoccupation mineure
Le Moineau du Kordofan (Passer cordofanicus) est une espèce d'oiseaux de la famille des Passeridae, souvent considérée comme un sous-espèce du Moineau roux (Passer rufocinctus) elle-même parfois considérée comme sous-espèce du Grand Moineau (Passer motitensis).

## Répartition
Cet oiseau vit dans le centre/ouest du Soudan et dans l'est du Tchad.